# 29e division de navires de surface
Pour les articles homonymes, voir 29e division.
La 29e division de navires de surface, (en ukrainien : 29-й дивізіон надводних кораблів, 29 ДННК ; numéro d'unité militaire А0898) est une unité de navires de combat ukrainienne.

## Historique
À partir de 2018 elle est à la Base navale sud (Ukraine).
En juin 2022, la division reçoit la fourragère Pour le Courage et la Bravoure.

### Unités
Fin 2021 : 
- Dragueur de mines Genitchesk
- Navire de débarquement Iouriy Olefirenko (U-401)
- Bateau de débarquement Svatov, Classe Ondatra
- navire de reconnaissance Pereyaslav (A512)